# Merlin (sæson 5)
Den femte og sidste sæson af den britiske fantasy dramaserie Merlin begyndte at blive sendt den 6. oktober 2012 med episoden "Arthurs Bane (Part 1)" og sluttede den 24. december 2012 med "The Diamond of the Day (Part 2)". Den består af 13 episoder, som blev vist lørdag aften på BBC One og BBC One HD (genudsendt på BBC Three). Sæsonens producer er Sara Hamill og executive producers er Johnny Capps og Julian Murphy. Instruktionen omfatter Justin Molotnikov, Ashley Way, Alice Troughton og Declan O'Dwyer. Forfattere omfatter Julian Jones (hovedforfatter), Howard Overman, Jake Michie og Richard McBrien.
Sæson fems stjerner er hovedrollerne fra de tidligere sæsoner, herunder Colin Morgan, Angel Coulby, Bradley James, Katie McGrath, og Richard Wilson. Anthony Head vender tilbage til castet i en én episodes gæsteoptræden. Alexander Vlahos blev en del af hovedrolleindehaverne i denne sæson og John Hurt var atter den Store Drages stemmen. Birollemedlemmerne omfatter Adetomiwa Edun, Eoin Macken, Tom Hopper, og Rupert Young.
Det blev annonceret den 26. november 2012, Merlin stopper efter denne sæson. Afslutningen i serien er den todelte sæsonfinale, der u
sendes den 24. december 2012. 

## Plot
Efter tre år med fred og harmoni, kunne Camelots fremtid ikke være lysere. Men da kong Arthur, hans nye dronning Guinevere, og, selvfølgelig, hans trofaste tjener, Merlin, ser ud til at bringe riget ind i en guldalder, bliver et frø af Camelot ødelæggelse sået, som troldkvinden Morgana.
Da et gammel ansigt vender tilbage til slottet og gevinder en position blandt kongens inderkreds, skal Merlin være på vagt mere end nogensinde. For den nye ansigt er Mordred, druidedrengen, hvis skæbne det er at afslutte konges liv og bringe kaos til Camelot. Men som død hjemsøger kong Uther slottet og Guinevere krydser over til den mørke side, både Merlin og Arthur opdager, at deres skæbner nærmer sig. Slaget ved Camelot er ved at nå en dødelig konklusion og intet vil nogensinde blive det samme igen.

## Cast

### Hovedroller
| Skuespiller    | Rolle                        | Note                    |
| -------------- | ---------------------------- | ----------------------- |
| Colin Morgan   | Merlin                       | Hovedperson (Troldmand) |
| Bradley James  | Kong Arthur Pendragon        | Konge af Camelot        |
| Angel Coulby   | Dronning Guinevere Pendragon | Dronning af Camelot     |
| Katie McGrath  | Morgana Pendragon            | Fjende af Camelot       |
| Richard Wilson | Gaius                        | Hoflæge                 |
| John Hurt      | Den Store Drage              | Den Store Drage         |

### Tilbagevendende medvirkende
| Skuespiller      | Rolle           |
| ---------------- | --------------- |
| Alexander Vlahos | Mordred         |
| Eoin Macken      | Sir Gwaine      |
| Rupert Young     | Sir Leon        |
| Adetomiwa Edun   | Sir Elyan       |
| Tom Hopper       | Sir Percival    |
| Lindsay Duncan   | Dronning Annis  |
| Janet Montgomery | Mithian         |
| Anthony Head     | Uther Pendragon |
| Maureen Carr     | Dochraid        |
| Gary Lewis       | Alator          |
| Fintan McKeown   | Odin            |
| John Lynch       | Balinor         |

### Gæste stjerner
| Skuespiller       | Rolle        |
| ----------------- | ------------ |
| Stephen McCole    | Ragnor       |
| Matthew Prowse    | Saxon        |
| James Robinson    | Sir Ranulf   |
| Liam Cunningham   | Ruadan       |
| James Fox         | Kong Rodor   |
| Alfie Stewart     | Daegal       |
| John Bradley-West | Tyr Seward   |
| Julian Glover     | Lochru       |
| Erin Richards     | Eira         |
| Tony Guilfoyle    | Sindri       |
| Peter Guinness    | Ari          |
| Kelly Wenham      | Dronning Mab |
| Jane Thorne       | Valdis       |
| Sophie Rundle     | Sefa         |
| Josette Simon     | The Euchdag  |
| Barry Aird        | Beroun       |
| Frances Tomelty   | Disir        |
| Gordon Munro      | Alrick       |
| John Shrapnel     | Kong Sarrum  |

## Episoder
| Nr. i serie | Ni. i sæson | Titel                               | Instrueret af     | Skrevet af      | Oprindelig visningsdato | UK seere (i millioner) | Resumé |
| ----------- | ----------- | ----------------------------------- | ----------------- | --------------- | ----------------------- | ---------------------- | ------ |
| 53          | 1           | "Arthur's Bane (Part 1)"            | Justin Molotnikov | Julian Jones    | 6. oktober 2012         | 7.12                   |        |
| 54          | 2           | "Arthur's Bane (Part 2)"            | Justin Molotnikov | Julian Jones    | 13. oktober 2012        | 6.99                   |        |
| 55          | 3           | "The Death Song of Uther Pendragon" | Justin Molotnikov | Howard Overman  | 20. oktober 2012        | 6.86                   |        |
| 56          | 4           | "Another's Sorrow"                  | Ashley Way        | Jake Michie     | 27. oktober 2012        | 6.86                   |        |
| 57          | 5           | "The Disir"                         | Ashley Way        | Richard McBrien | 3. November 2012        | 6.88                   |        |
| 58          | 6           | "The Dark Tower"                    | Ashley Way        | Julian Jones    | 10. november 2012       | 6.85                   |        |
| 59          | 7           | "A Lesson in Vengeance"             | Alice Troughton   | Jake Michie     | 17. november 2012       | 6.86                   |        |
| 60          | 8           | "The Hollow Queen"                  | Alice Troughton   | Julian Jones    | 24. november 2012       | 6.86                   |        |
| 61          | 9           | "With All My Heart"                 | Alice Troughton   | Richard McBrien | 1. december 2012        | 6.76                   |        |
| 62          | 10          | "The Kindness of Strangers"         | Declan O'Dwyer    | Richard McBrien | 8. december 2012        | 7.00                   |        |
| 63          | 11          | "The Drawing of the Dark"           | Declan O'Dwyer    | Julian Jones    | 15. december 2012       | 7.34                   |        |
| 64          | 12          | "The Diamond of the Day (Part 1)"   | Justin Molotnikov | Jake Michie     | 22. december 2012       | 8.45                   |        |
| 65          | 13          | "The Diamond of the Day (Part 2)"   | Justin Molotnikov | Julian Jones    | 24. december 2012       | 7.80                   |        |